# Saint-Saturnin-lès-Avignon
Saint-Saturnin-lès-Avignon is een gemeente in het Franse departement Vaucluse (regio Provence-Alpes-Côte d'Azur) en telt 3835 inwoners (1999). De plaats maakt deel uit van het arrondissement Avignon.

## Geografie
De oppervlakte van Saint-Saturnin-lès-Avignon bedraagt 6,2 km², de bevolkingsdichtheid is 618,5 inwoners per km².
De onderstaande kaart toont de ligging van Saint-Saturnin-lès-Avignon met de belangrijkste infrastructuur en aangrenzende gemeenten.

## Demografie
Onderstaande figuur toont het verloop van het inwonertal (bron: INSEE-tellingen).